# Azofi
Abderramão, Abederramão, Abderramane ou Abederramane Alçufi (Abd al-Rahman al-Sufi; Rey, 7 de dezembro de 903 — Xiraz, 25 de maio de 986), melhor conhecido como Azofi (em latim: Azophi), ou Azophi Arabus  foi um astrônomo da Pérsia.
Escreveu o Livro das Estrelas Fixas em 964, onde fez o registo mais antigo da visão das Nuvens de Magalhães, visível do sul do Iêmem. Ainda que a Nuvem de Magalhães seja visível da Europa, não foi observada por astrônomos europeus até a viagem de Fernão de Magalhães. A obra de Azofi permitiu à astronomia moderna fazer comparações úteis para a pesquisa das variações do brilho das estrelas.
Uma das crateras da Lua (coordenadas 22,1° S, 12,7° E) foi nomeada Azophi em sua homenagem.